# Склад

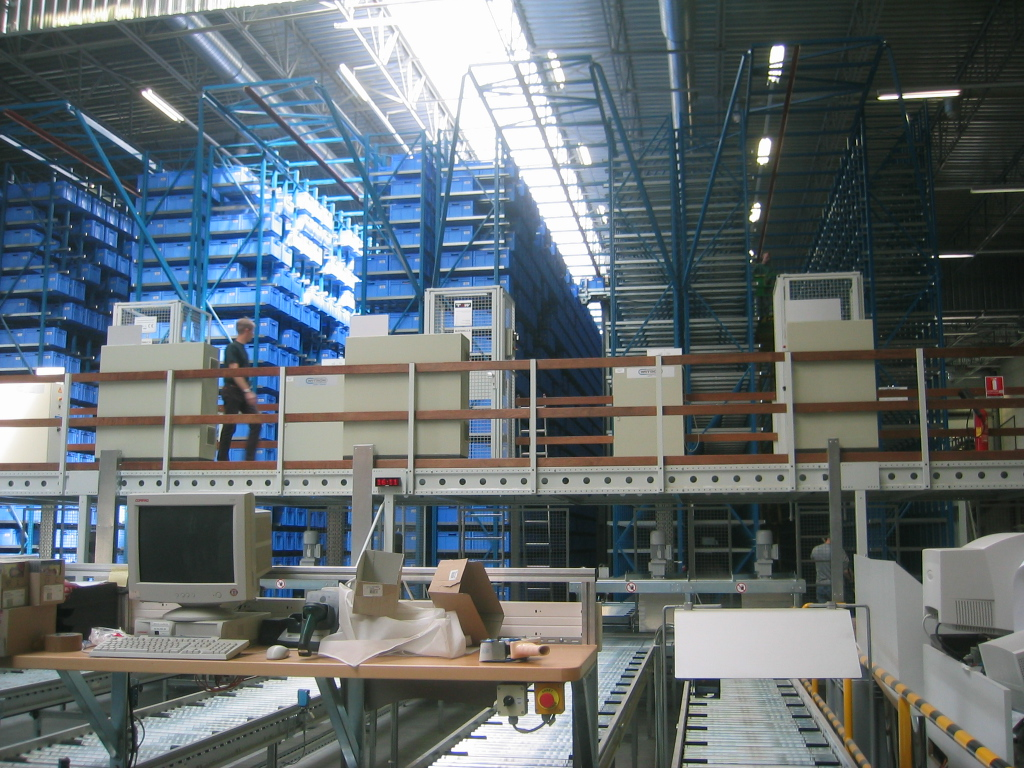
Автоматизированный склад для мелких товаров.

Склад — территория, помещение (также их комплекс), предназначенное для хранения материальных ценностей и оказания складских услуг. Склады используются производителями, импортёрами, экспортёрами, оптовыми торговцами, транспортными предприятиями, таможней и т. д.
В логистике склад выполняет функцию аккумулирования резервов материальных ресурсов, необходимых для демпфирования колебаний объёмов поставок и спроса, а также синхронизации скоростей потоков товаров в системах продвижения от изготовителей к потребителям или потоков материалов в технологических производственных системах.

## Разновидности складов

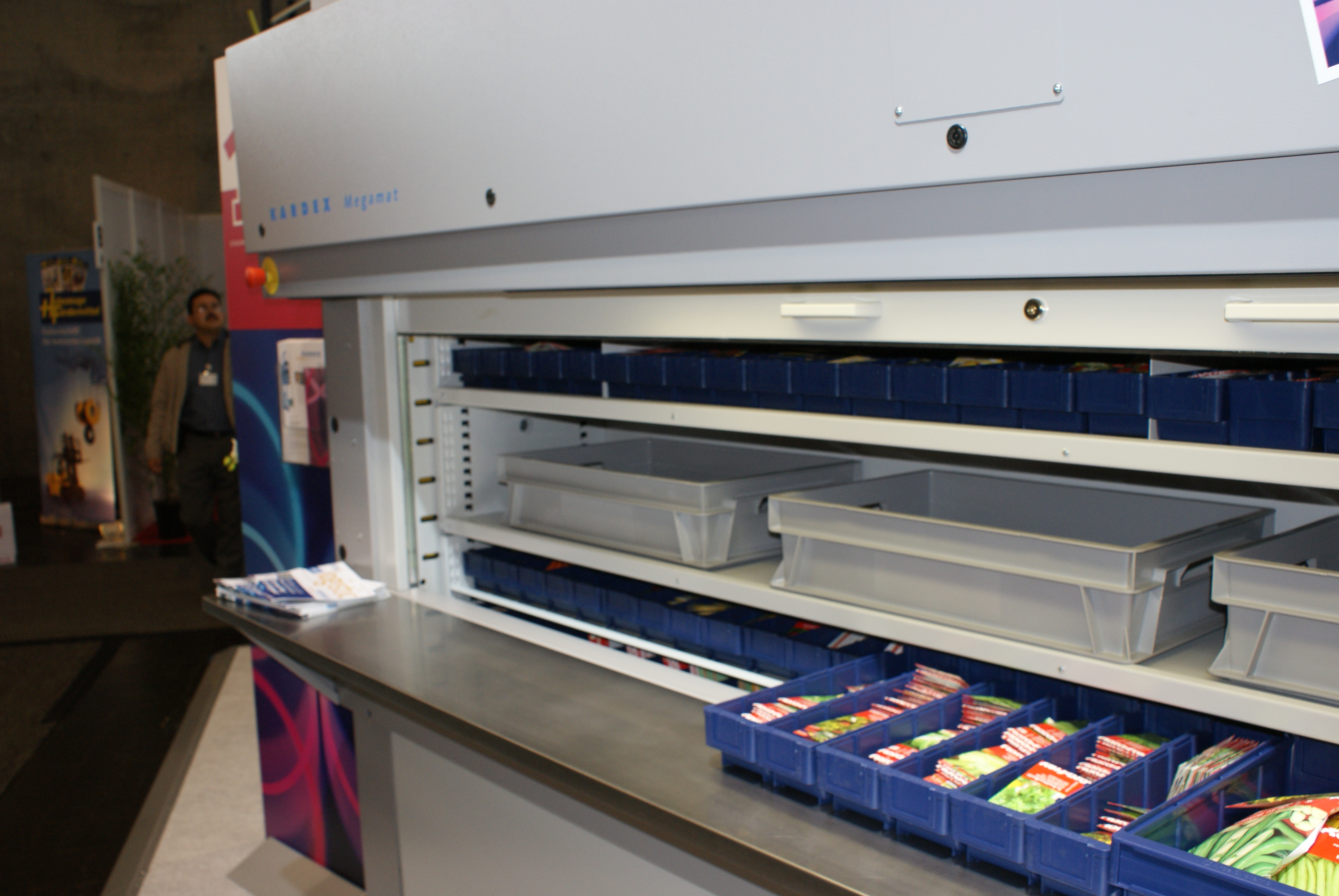
Автоматизированный склад.

По назначению различают следующие виды складов:
- производственные — склады сырья, комплектующих, материалов, заводские и цеховые склады готовой продукции;
- транзитно-перевалочные — склады при железнодорожных станциях, портах, речных пристанях, аэропортах, автогрузовых терминалах служат для кратковременного хранения грузов в период перегрузки их с одного вида транспорта на другой (см. пакгауз);
- таможенные — склады временного хранения товаров в ожидании таможенной очистки (пакгауз);
- досрочного завоза — склады в районах, доставка товаров в которые возможна лишь в определённые периоды года;
- сезонного хранения — склады для товаров сезонного характера;
- резервные — для хранения запасов на случай чрезвычайных обстоятельств;
- оптовые распределительные — склады, снабжающие товаропроводящие сети;
- коммерческие общего пользования — склады, обслуживающие любых владельцев товаров;
- розничные — склады торговых предприятий;
- военные — склады с разнообразным содержимым, необходимым для снабжения вооружённых сил (см. цейхгауз).

По условиям хранения различают склады общего назначения, резервуары, сейфы для опасных веществ, специализированные склады-хранилища (овощехранилища, фруктохранилища, склады-холодильники с машинным охлаждением, ледники для хранения продуктов, мультитемпературные склады и др.). На складах создают необходимые условия для хранения с учётом физико-химических свойств товаров. В ряде случаев на складах имеются мощности по расфасовке, упаковке, тестированию и другим операциям. Компании Knight Frank и Swiss Realty Group создали свою классификацию складов (A,B,C,D).

## Склады в каналах продвижения товаров
В предприятиях-участниках товаропроводящих систем склады являются основными функциональными подразделениями. Системы продвижения товаров между изготовителями и потребителями подразделяют на прямые (изготовитель — дилер и крупные потребители), эшелонированные (изготовитель — дистрибьютор — дилеры и крупные потребители) и гибкие (эшелонированные с возможностью прямых поставок от изготовителей дилерам и крупным потребителям в особых случаях).
Эшелонированные товаропроводящие системы включают три уровня складов:
- Центральные или зональные склады изготовителей, обслуживающие региональные склады своей системы продвижения товаров в географических или административных регионах.
- Региональные склады, обслуживающие своих дилеров в одном регионе.
- Дилерские, обслуживающие мелкооптовых и/или розничных потребителей в районах потребления товаров.

Зональные и региональные склады называют дистрибьюторскими (распределительными), так как они реализуют товар оптом не конечным потребителям, а соответствующим складам — звеньям товаропроводящих систем.
Дилерские (торговые) склады реализуют товары розничным потребителям непосредственно и через своих торговых агентов, содержащих магазины или другие пункты сбыта. Дилерские склады тоже выполняют распределительные функции, но мелкооптовыми партиями.
Применительно к масштабам России центральными или зональными складами можно считать склады готовой продукции заводов-изготовителей и оптовых компаний-импортёров, региональными — склады оптовых предприятий, обслуживающих одну или несколько областей, дилерскими — склады входящих в сбытовую сеть мелкооптовых фирм, обслуживающих потребителей в одном или нескольких районах потребления.
Задачи дистрибьюторских складов — организация эффективной деятельности по обеспечению товаропроводящей сети, критерии эффективности — удовлетворение заказов по номенклатуре на 90-95 % (для складов официальных дистрибьюторов), срочные отгрузки в течение суток за пределы области, в течение полусуток в пределах области. Несрочные отгрузки — в течение не более двух дней.
Также складские помещения классифицируются по:
- Виду и характеру хранимых материалов: универсальные и специализированные.
- Температурноме режиму: отапливаемые (сухие), охлаждаемые, мультитемпературные, неотапливаемые (без режима).
- Типу конструкции: закрытые, полузакрытые, открытые, специальные (например, бункерные сооружения, резервуары)
- Месту расположения и масштабу действия: центральные, региональные, локальные (склады последней мили), прицеховые.
- Степени огнестойкости: несгораемые, трудносгораемые, сгораемые.

## Основные принципы организации складских услуг
В целом комплекс складских услуг представляет собой следующую последовательность:
- разгрузка и погрузка транспорта (выполнение погрузочно-разгрузочных работ)
- приёмка товаров (приёмка поступивших грузов по количеству и по качеству. Приёмка товаров — начальная операция, связанная с движением товара на складе и возникновением материальной ответственности)
- размещение на хранение (укладка товаров в стеллажи, штабели)
- отбор товаров из мест хранения (комплектация), подготовка к отпуску: упаковка, окантовка, маркировка и т. п.)
- внутрискладское перемещение грузов

## История

### Империя инков
В окрестностях селения Котапачи в Кочабамбе существовало 2076 колька (хранилище округлой формы), что составляет 22,09 % складских построек из известных ныне 9395 единиц в империи инков, то есть это был один из стратегических районов империи, где происходили заготовка и складирование продовольствия. Средний диаметр хранилищ в Котапачи составлял 3,5 м, а приблизительная высота — 2 м, следовательно, объём округлых хранилищ в долине Кочабамбе мог составлять 45000 м3 (практически весь объём заполнялся продовольствием), что было очень значительной цифрой даже по отношению к другим провинциальным центрам империи инков. В целом масштабы складского хозяйства инков были столь велики, что вполне сопоставимы с нашими современными.
Развитие использования складов напрямую связано с развитием технологий производства продовольственной продукции длительного хранения, а также технологий заморозки и охлаждения грузов.

## Автоматизированные складские системы
Существуют автоматизированные склады, работой которых управляют операторы. Поддоны и продукты перемещаются с помощью системы автоматизированных конвейеров, кранов и автоматизированных систем хранения и поиска, координируемых программируемыми логическими контроллерами и компьютерами. Эти системы часто устанавливаются в холодильных складах с очень низкими температурами, либо на складах электроники, где требуются определённые температуры, чтобы не повредить детали. Автоматизация складов также распространена там, где земля стоит дорого, поскольку автоматизированные системы хранения могут эффективно использовать вертикальное пространство. Эти многоярусные складские помещения часто имеют высоту более 10 метров.

## Складская логистика
Складское хозяйство (управление складским хозяйством или складской логистики) — одна из основных областей производства и логистики, занимающаяся задачей хранения (складирования) товарно-материальных запасов и являющаяся составной частью управления материальными потоками.
Складирование означает преднамеренное прекращение материальных потоков, что предполагает преднамеренное создание запасов товарно-материальных запасов. Склад является основным местом ведения складского хозяйства. Складом может выступать помещение, здание (объект складской недвижимости) или площадь, в которой могут храниться товары, и является основным объектов изучения управления запасами.

### Функции и задачи складской логистики
По сути, в складской логистике выделяются следующие складские функции или задачи:
- функция снабжения
- связующая функция
- функция переработки
- функция перетарки (преобразования формы упаковки)
- спекулятивная функция

#### Функция снабжения
Суть функции снабжения заключается в том, что складное хозяйство имеет целью обеспечение процесса производства и доставки необходимыми запасами.
Функция снабжения особенно важна в случаях, когда в компании имеется недостаточно информации о будущих объемах потребления, сроках поставки и точном времени потребности в товарах. Такая ситуация может возникнуть, в частности, при обеспечении продуктами, которые подвержены сезонным колебаниям и, следовательно, перебоям в поставках, но которые должны поставляться постоянно.
Для обеспечения постоянной доступности определяются достаточные объема запаса прочности, минимальные запасы и учетный объем запасов для точки повторного заказа, которые рассчитываются на основе времени доставки необходимого количества из возможных источников закупок (поставщиков). В результате обеспечивается постоянная доступность требуемых объемов в достаточном количестве и качестве.

#### Связующая функция
При превышении объемов заготовок объемы производства, материал, еще не использованный для производства, отправляется на склад на хранение. Склад используется в качестве промежуточного хранилища для поддержания стабильного потока материалов при огромных материальных потоках. Функция связки также служит для подготовки готовой продукции к выгрузке для ее дальнейшей доставки. Хранение с точки зрения функции связки также может производиться динамически, когда, к примеру, товары размещаются на непрерывных конвейерах (транспотрные, роликовые конвейеры и т.д.) или перемещаются по ним в порядке очереди / ожидания.

#### Функция переработки
Функция переработки (также называется производственной функцией склада) заключается в том, что складирование обеспечивает последующую обработку продукции. К такой переработке продукции относится такое хранение товара, которое приводит к желаемому изменению продукта и, следовательно, является частью производственного процесса. Это касается, в частности,:
- алкогольной продукции (ром, вино, виски и т.д.);
- фруктов (включая бананы);
- древесины;
- продуктов животного происхождения (мед, сыр, кожа, ветчина и т. д.).

#### Функция перетарки (преобразования формы упаковки)
Особенно на складах торговых компаний склад выполняет задачи трансформации. К примеру, товары перекладываются в товарную упаковку и маркируются. Сюда же относится также функция дополнительной сортировки, при которой товары, которые не пригодны для продажи, отсортируются и утилизируются.

#### Спекулятивная функция
Причинами спекулятивной функции склада могут быть прогнозируемые экстремальные колебания цен на рынке закупок или особенно низкие закупочные цены. Кроме того, спекуляция также возможна при заказе больших количеств продукции, что может обеспечить получение больших скидок. Однако это также может иметь негативные последствия при снижении цены товара, к примеру оборудования.

### Объём (товарно-материальных) запасов
Объём запасов (или остатки товарно-материальных запасов) – количество товарно-материальных запасов, находящихся в наличие на складе в определенный (анализируемый) момент времени. Как правило, отражает остатки (либо стоимость) непроданных товаров у предприятия. Важнейшими показателями объёма запасов являются:
- Минимальный объём товарно-материальных запасов[англ.] (англ. committed stock, safety stock)
- Учетный объем запасов (англ. reporting stock) (состояние запаса при достижении точки заказа[англ.], англ. reorder point, то есть уровень запасов, определяющий необходимость заказа)
- Максимальный объём товарно-материальных запасов

Минимальный объём запасов (на практике также резервный запас или базовый (неприкосновенный, постоянный) резерв (резервный или страховой объём)) включает в себя порог запасов, ниже которого запасы не могут опускаться для обеспечения бесперебойной поставки товаров даже в чрезвычайных ситуациях. Минимальный объём запасов варьируется в зависимости от материала и/или поставщика. Как правило, такой объём поддерживается для покрытия рисков непоставки поставщиком заказанного объёма либо товара надлежащего качества. При достижении точки заказа (англ. reorder level) вследствие изъятия товаров из текущих запасов в процессе автоматического расчета объема запасов отправляется (инициируется) сообщение отделу закупок о пополнении склада. Следовательно, уровень заказа определяет необходимое время.
Точка заказа = (Дневное потребление × Время закупки) + Минимальный запас
Максимальный объём запасов — такое максимальное наличие запасов на складе, при котором предотвращается возникновение высоких затрат, высоких капитальных вложений и чрезмерных рисков при хранении.
Максимальный запас = Минимальный запас + Оптимальный объем заказа
При этом, оптимальный объем запаса есть такое его количество, которое обеспечивает бесперебойную работу предприятия и снижает затраты на хранение. Оптимальный уровень запасов должен соответствовать оптимальному количеству заказа.
В рамках концепции кумулятивных количеств минимальный запас и максимальный запас являются динамическими величинами, которые пересчитываются с помощью пропускной способности склада. Потому что если потребность в материалах в производстве уменьшается (увеличивается), то потребность на складе также уменьшается (увеличивается) и даже может быть «нулевой». Следовательно, фиксирование уровеня повторного заказа (англ. reorder level) на определенном количестве не имеет смысла в системе кумулятивных количеств. Однако, чтобы обнаружить возможные ошибки или избежать возможных перебоев (дефицитов), можно определить верхний и нижний пределы точки заказа; при их достижении, выдается предупреждение для дальнейшей проверки правильности выхода за нижний предел либо превышение верхнего предела и обнаружения возможной ошибки (например, при сборе данных или расчете потребности/спроса).

### Принципы хранения (обработки) товаров на складе
- Принцип FIFO (англ. first-in-first-out), согласно которому первым отгружаются те товары, которые прибыли первыми.
- Принцип LIFO (англ. last-in-first-out), согласно которому первым отгружаются те товары, которые прибыли последними.
- Для продуктов питания, медикаментов или стерильных товаров применяется метод FEFO (англ. first-expire-first-out), основанный на оставшемся сроке годности: в первую очередь отгружаются те товары, срок годности которых истекает первым.
- Принцип HIFO (англ. Highest In – First Out) основан на отгрузку товаров в зависимости от цены. Метод предполагает отгрузку / продажу тех товаров первыми, производство которых обошлось наиболее дорого, т.е. себестоимость производства которых была наивысшей. Поэтому оценка запасов должна производиться из строгого принципа оценки по самой низкой стоимости. Этот метод используется, например, для отображения высокой себестоимости продаж в бухгалтерском учете.
- Принцип LOFO (англ. Lowest In – First Out) также основан на отгрузку товаров в зависимости от цены. Метод предполагает отгрузку / продажу тех товаров первыми, производство которых обошлось наидешево, т.е. себестоимость производства которых была наименьшей. Эта процедура приводит к высокой оценке объема запасов. Такая оценка недопустима в бухгалтерском учете, поскольку нарушает общепринятые принципы бухгалтерского учёта.

### Основные показатели складской деятельности

#### Запасоёмкость
Запасоёмкость — отношение запасов к продажам либо совокупным активам.
Запасоёмкость = Величина запасов товарно-материальных ценностей/Объем реализации продукции, работ и услуг
Запасоёмкость = Величина запасов товарно-материальных ценностей/Общие активы

#### Средний объём запасов
Средний объём запасов — средний остаток товарно-материальных запасов, находящихся в наличие на складе за рассматриваемый год. Может быть рассчитан как в объёмном, так и в денежном (стоимостном) выражении.
Средний объём запасов = Объём запасов на начало года + Конец месяца1 + Конец месяца2 + ... + Конец месяца12/13
В случае, когда доступны только опубликованные отчеты компаний, расчет может производится на основе данных на начало и конец периода. Хотя и такой расчет менее точен, он тем не менее в основном используется внешними аналитиками при анализе баланса.
Средний объём запасов = Объём запасов на начало года + Объём запасов на конец года/2

#### Оборачиваемость запасов
Коэффициент оборачиваемости запасов показывает соотношение объёма выбытия запасов за рассматриваемый период к среднему объёму запасов. Данный показатель дает представление о том, как часто пополняется и опустошается склад за рассматриваемый период. Показатель может быть рассчитан как в объёмном, так и в денежном (стоимостном) выражении. Низкое значение коэффициента свидетельствуют о длительном пребывании запасов на складе и является показателем высокого риска при хранении, что отрицательно сказывается на инвестиционных обязательствах.
Коэффициент оборачиваемости запасов = Выбытие запасов/Средний объём запасов
или
Коэффициент оборачиваемости запасов = Себестоимость реализованной продукции/Оборачиваемость запасов

#### Средняя длительность хранения
Средняя продолжительность хранения предоставдяет информацию о динамике капитала, инвестированного на формирование запасов. Показатель показывает среднюю длительность пребывания запасов — и, конечно же, необходимого (инвестированного) для этого капитала — на складе. Чем короче средний срок хранения определенной продукции/компонента, тем лучше, поскольку долгое хранение приводит к росту затрат хранения, требует места и следовательно к удорожанию продукции.
Средняя длительность хранения = 360 дней × Средний объём запасов/Годовой объём выбытия товаров
или
Коэффициент оборачиваемости запасов = 360 дней/Средний объём запасов в ценах покупки

#### Норма стоимости хранения запасов
Норма стоимости (процентная ставка) хранения запасов показывает процентную ставку, которую приносил бы инвестированный на запасы капитал, если бы вместо этого капитал был инвестирован по фиксированной годовой процентной ставке.
Норма стоимости хранения запасов = Годовая процентная ставка × Средняя длительность хранения (в днях)/360 дней
Пример:
(10 % × 200 дней) / 360 дней = 5,55 % на 200 дней
Процентные затраты хранение показывает альтернативную стоимость хранения запасов на складе, то есть доход, который получила бы компания в случае инвестирования капитала по нроме стоимости хранения запасов. Поскольку капитал уже инвестирован на формирование запасов, то он не может быть вложен по-иному по данной норме стоимости. Норма стоимости хранения используется для расчета процентных затрат хранения:
Процентные затраты хранения = Стоимость среднего объёма запасов (в денежном выражении) × Норма стоимости хранения запасов
Пример:
5000 € × 5,55 % = 277,50 € за 200 дней

#### Достаточность запасов
Достаточность запасов (англ. inventory coverage, stock coverage, также называется уровень обслуживания) показывает количество времени, в течение которого наличный запас товаров на складе компании будет достаточным для обслуживания заказов при текущем уровне продаж. Индикатор может также быть рассчитан за определенный период времени (например, на начало квартала).
Достаточность запасов = Наличный остаток запасов либо средний объем запасов/Средний объём выбытия товаров (среднее портребление) за рассматриваемый период
Пример:
20 единиц продукции/0,117 единиц продукции за день = 171 дней
Среднее потребление товаров за день = Себестоимость реализованной продукции/360 дней
или
Среднее потребление товаров за день = Годовой объем продаж/360 дней
Пример:
42 единиц продукции/360 дней ~ 0,117

#### Норма снабжения запасов
Норма снабжения запасов (англ. inventory provision percentage или inventory provision ratio) показывает отношение количества оставшихся запасов (непроданных запасов) к общему количеству закупленных материальных единиц:
Норма снабжения запасов = Количество товаров на складе/Общее количество закупленных товаров
Может также быть рассчитан на основе данных бухгалтерского баланса:
Норма снабжения запасов = Стоимость запасов на конец периода (включая списанных)/Стоимость запасов на начало периода

#### Коэффициент использования складской площади
Коэффициент использования складской площади (англ. warehouse space utilization) показывает отношение площади, используемой непосредственно для хранения запасов, к общей площади складского помещения. Индикатор позволяет выявить как степень неукомплектованности (перегруженности склада), так и недостаточную загрузку (избыточное складирование запасов).
Коэффициент использования складской площади = Используемая площадь/Общая площадь

#### Срок выполнения заказов
Срок выполнения заказа (англ. order lead time, также именуется срок обслуживания заказа) измеряется средним количеством временем между размещением заказа на пополнение запасов и поставкой запасов на склад (внешний срок выполнения) или средним количеством временем между распоряжением о выдачи со склада и выбытием (внутренний срок выполнения).

#### Норма (замороживания или оседания) капитальных затрат
Уровень оседания капитальных затрат является ключевым показателем оценки неликвидных активов в компании, таких как запасы, машины и оборудование.
Объем замороживания капитальных затрат = Средний объем запасов (стоимость) × Расходы на приобретение/Объем продукции

#### Показатели использования транспортных средств
Коэффициент использования = Время эксплуатации (срок службы)/Рабочее время
Коэффициент простоя = продолжительность простоя/Время эксплуатации (срок службы)

#### Прочие показатели складской деятельности
Комплекс ключевых показателей разрабатывается по согласованию с менеджментом компании. Как правило, следует избегать незначительных ключевых показателей. Важно расчет плановых показателей из сформированных показателей для выполнения анализа отклонений и внесения корректировок.
К основным показателям складской деятельности могут быть еще добавлены следующие показатели, которые могут быть использованы для описания существующего склада и для сопоставления с другими компаниями или складами: 
- Стоимость застойных запасов с оборотом менее двух раз в год в стоимостном выражении;
- Консигнационные запасы у поставщиков в стоимостном выражении и в соотношении от общего запаса;
- Запасы поставщиков на складе в стоимостном выражении;
- Запасы, которые не могут быть использованы в стоимостном и процентном выражении;
- Структура сроков хранения по классам времени хранения в процентах;
- Доля новых материалов (в процентах) и выгруженных запасов материалов;
- Мёртвый инвентарь (англ. dead stock): часть запаса, которая не перемещалась в течение определенного периода времени;
- Стоимость поступления: Стоимость оценки = Количество поступлений × Оценочная цена.
- Запас прочности (англ. safety buffer): Формируется из показателей достаточности запасами среднего поступления и достаточности запасами среднего объема запасов при поступлении.
- Резервный запас (англ. safety stock): сопоставление среднего объема запасов при поступлении с соотношением среднего запаса при поступлении и резервного запаса (значение соотношения должно приближаться к 1).
- Анализ размерной структуры единиц запасов: классификация материалов на крупные, средние и мелкие размеры единиц запасов.

## Сотрудники складов
- Заведующий складом.
- Кладовщик-сотрудник склада, который занимается приемом и отгрузкой продукции. Кладовщик занимается хранением материальных ценностей, сопровождением документации по товарам, находящимся на складе, проверкой документации по движению товаров.[11] Иногда кладовщик исполняет обязанности заведующего складом или комплектовщика.[12] Чтобы получить профессию кладовщика нужно окончить колледж или техникум по специальности "Складское хозяйство и логистика".[13]

Кроме того, в военных частях существуют военные кладовщики.